# Церква св. Миколая (Малий Дорошів)
Церква святого Миколая — дерев'яна церква греко-католицької парафії у селі Малий Дорошів Жовківського району Львівської області.

## Історія
Першу відому згадку про церкву у селі Малий Дорошів (на той час воно мало назву Малий Дорогошів) датовано 1565 р. Покровителями тодішнього храму були святі мученики Фрол та Лавр. Та в ході національно-визвольної війни під проводом Б. Хмельницького у вересні 1648 р. її було знищено. У 1660-х рр. в селі збудували нову церкву під патронатом святого Миколая, яка простояла приблизно до 1880-х рр. Протягом 1855—1856 рр. її ремонтували. Недоліком храму були занадто малі його розміри, через що виникла потреба у новій церкві.

У 1882 році при о. Феофілу Полянському збудували нову церкву св. Миколая. Будівництво здійснив Лаврентій Дрозд зі села Гамаліївка Пустомитівського району (тоді с. Жидятич). Такі відомості подає напис, який зберігся навколо церковних дверей. Також там зазначено, що дяком в цей час був Григорій Буряк, провізорами — Василь Кулинич, Василь Мартин, війтом — Дмитро Соловій: 
«Сей храмъ господенъ созданъ 1882 за времена местного іерея Феофила Полянскаго и чес: мести: дяко-учителя Григорія Бурака и чест: мест: провизоров церковных Василія Кулинича Василія Мартина начальника общини Дмитрія Соловія предприимщикомъ зданія сего честн: гос: Лаврентієм Дрозд из Жидятичъ издержакми громады». 
Про те, що у Малому Дорошеві споруджено нову церкву, сповістила газета «Діло» в кінці 1882 року. Посвячення храму відбулося 23 травня 1883 року. Відправи там відбувалися кожної третьої неділі.
У 1961 році церкву закрили. Близько 30 років у ній не відбувалося богослужінь. Лише у 1989 році о. Євген Прокіп зміг знову відкрити храм. 10 квітня того ж року, у Вербну неділю, парох відслужив першу літургію. Після цього богослужіння у ній відбуваються щонеділі та щосвята. У 1993 році церкву відремонтували. У 2010-х рр. оновили покрівлю даху.
Настоятелем церкви є о. Євген Прокіп.
На честь покровителя храму 19 грудня громада села святкує храмовий празник, а 22 травня (свято Миколая Чудотворця) відзначають День села.

## Архітектура
Храм розташований у східній частині села на підвищенні.
Тризубна, триверха церква має традиційне планування: наближена до квадрату нава посередині і трохи вужчі від неї прямокутний бабинець зі заходу та гранчастий вівтар зі сходу. При вівтарі є дві прямокутні ризниці по боках. У церкві є два входи — передній та бічний (у південній стіні нави). Піддашшя, яке оперізує церкву, оперте на випусти вінців зрубів і перерване в місцях прилягання ризниць. Стіни підопасання і восьмериків вертикально шальовані дошками, а надопасання оббиті бляхою.

## Дзвіниця
Біля церкви розташована дерев'яна двоярусна стовпова дзвіниця. Ймовірно побудована вона ще у XVIII ст. Дзвіниця вкрита пірамідальним наметовим дахом.  
Біля дзвіниці розташований пам'ятник «від віку полеглих в боротьбі за волю і незалежність України», який спорудили у 1996 році і пам'ятник «в честь тисячоліття хрещення Руси-України 988—1988».

## Галерея

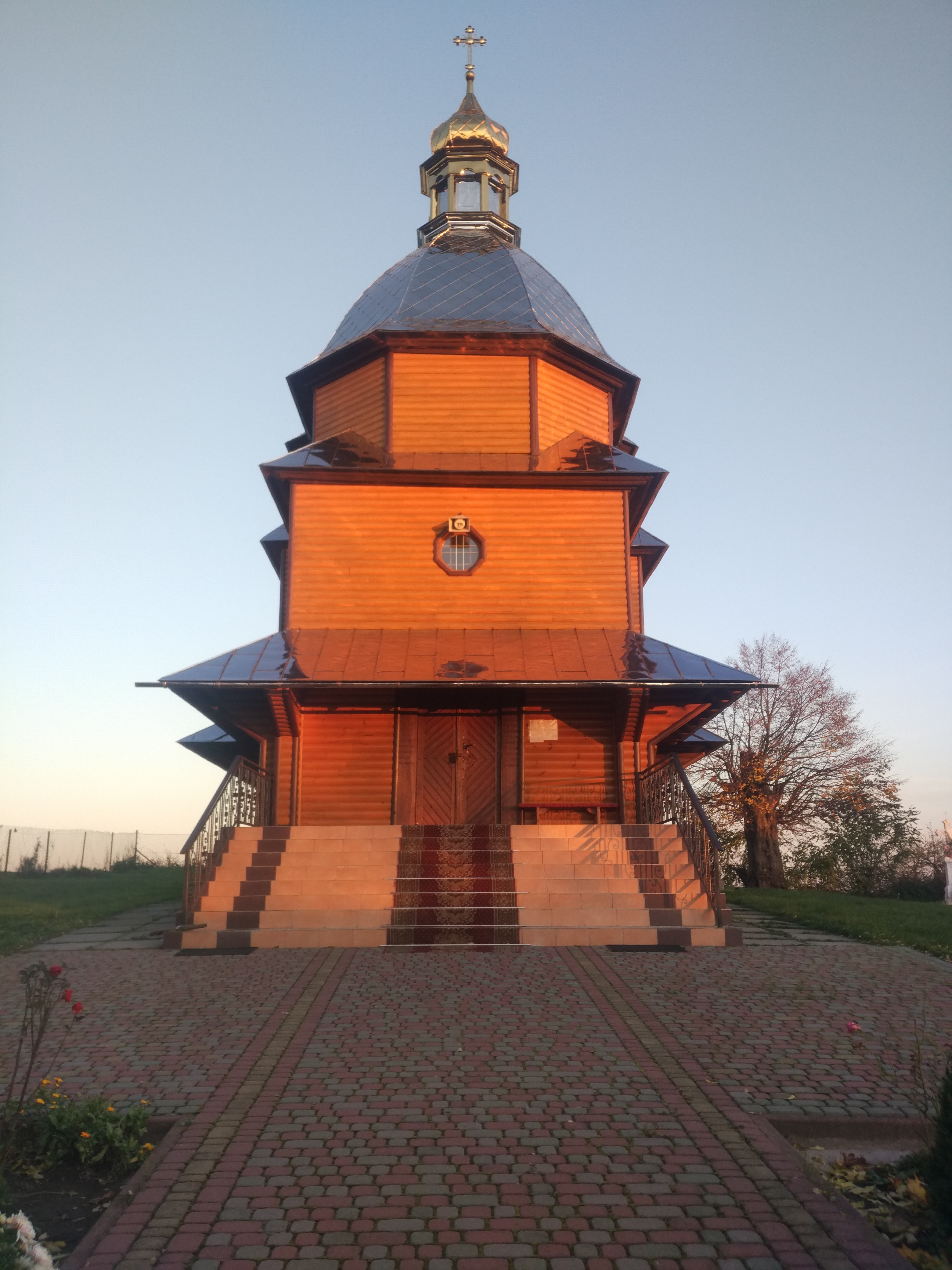
Церква св. Миколая у с. Малий Дорошів (фасад)
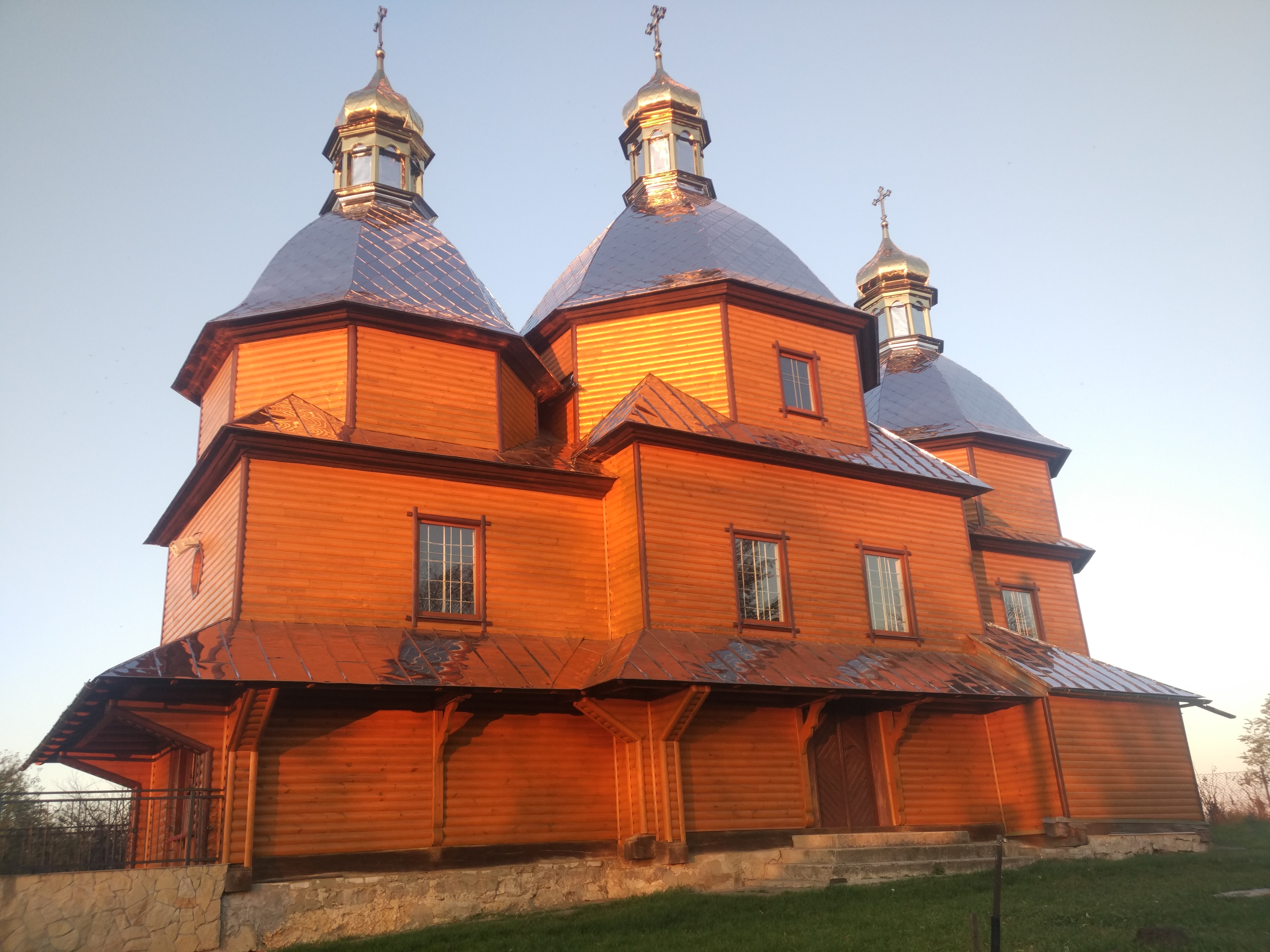
Церква св. Миколая у селі Малий Дорошів
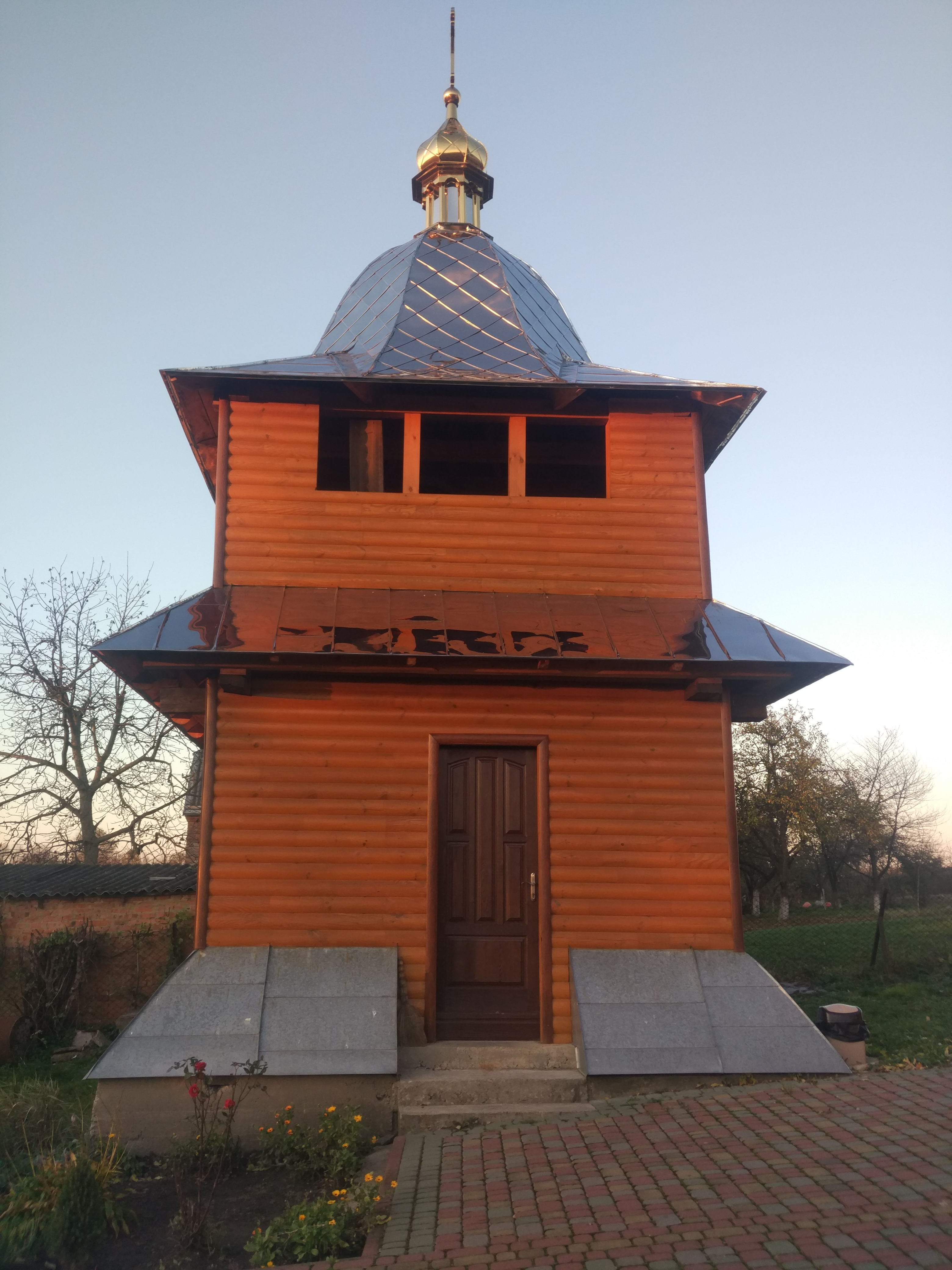
Дзвіниця у с. Малий Дорошів
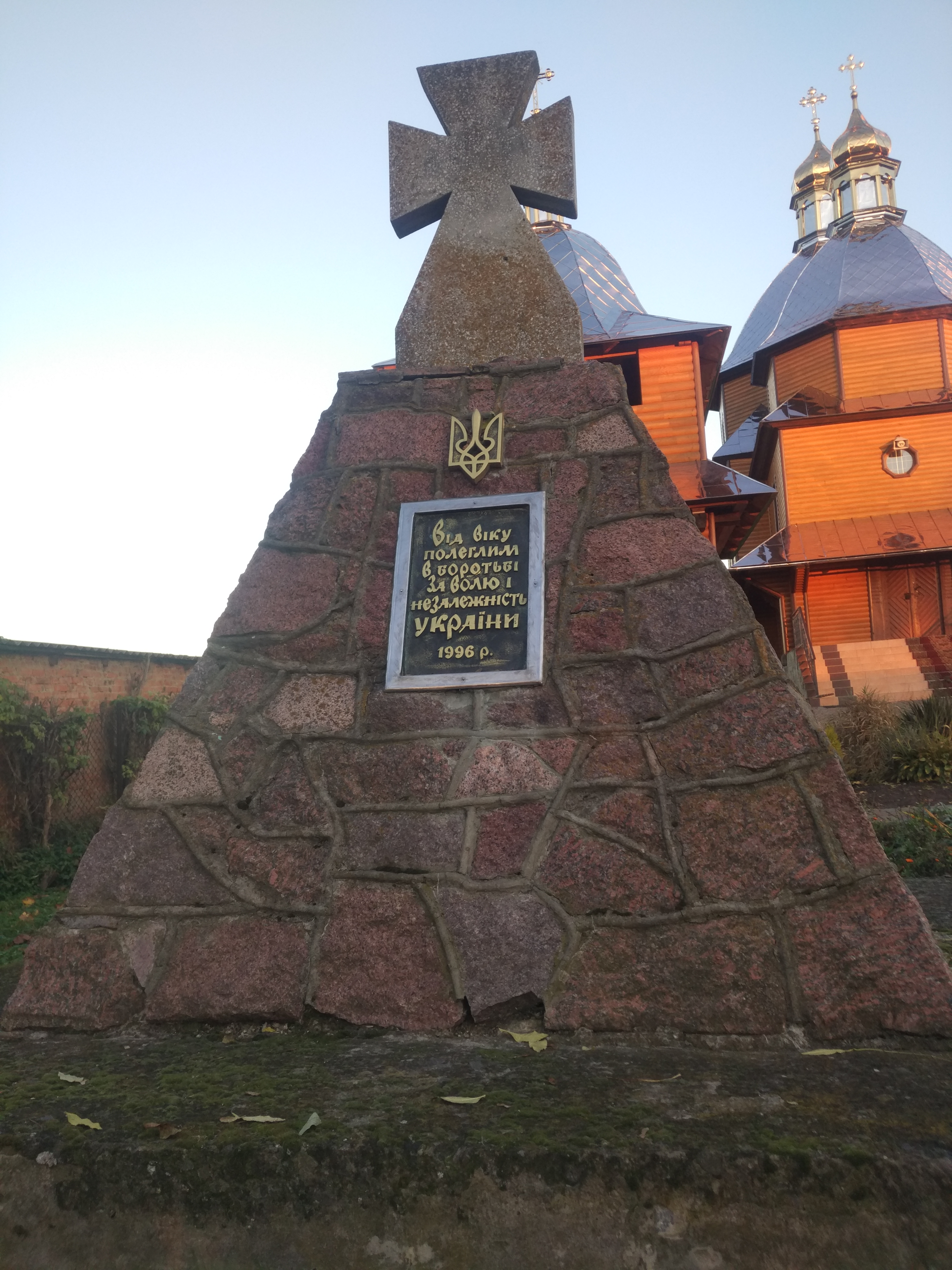
Пам'ятник полеглим за незалежність України
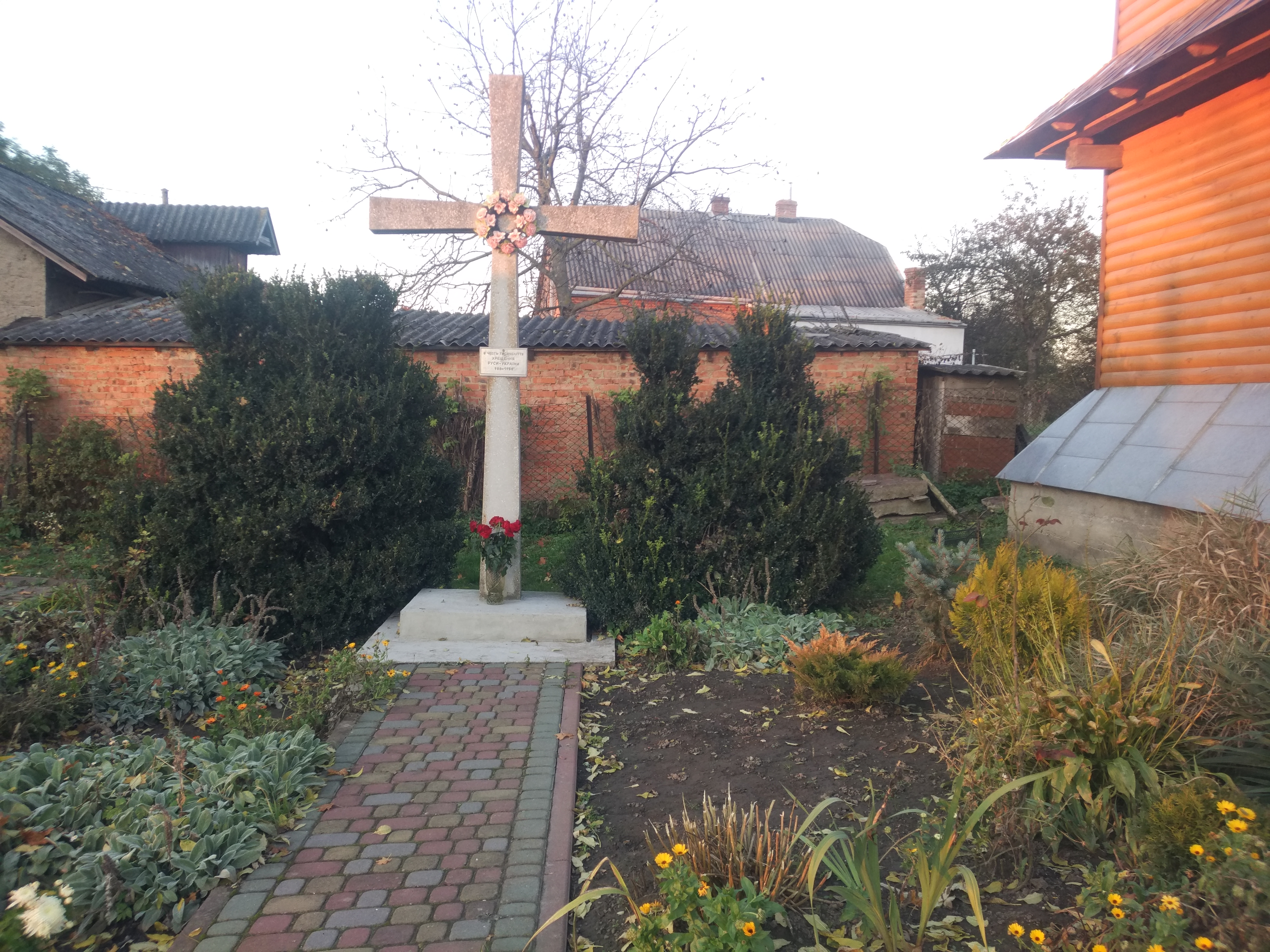
Пам'ятник на честь тисячоліття від дня хрещення України